# Vampire Princess Miyu
A Vampire Princess Miyu japán címén Vanpaia Miju (吸血姫 美夕; Hepburn: Vanpaia Miyu; Miju a vámpírhercegnő) egy Kakinócsi Narumi és Hirano Tosiki manga képregényén alapuló japán horror anime sorozat. A történet eredetileg mint 4 részes OVA (Original Video Animation) jelent meg 1988-ban majd később 26 részes televíziósorozatot írtak belőle 1997-ben.
A cím kiejtését eredeti japán nyelven segítő furigana szerint ejthető "Miju, a vámpír"-nak, vagy egyszerűn "Vámpír Miju"-nak. A kanji egy japán szójáték: kjúkecuki (吸血鬼; Hepburn: kyūketsuki), áll a 鬼 karakter helyén, amelynek démon a jelentése, a 姫 karakterrel, aminek a jelentése "hercegnő". Mindkét karakter kiejtése "ki".

## A háttér
A főszereplők egy 14 éves Miju nevű vámpírlány és a démoni társa Larva. A vámpírok a Vampire Princess Miyuban a "Sinma" nevű isten-démonokra vadásznak, akik száműzve egy sötét és hideg dimenzióban élnek, habár valaha ők is ennek a világnak voltak a lakói, de most az emberi vágyak visszhívták őket a földre.  A vámpírok családja ekkor egy Őrzőt választ, hogy megfékezze őket. Miju, aki utolsó saját fajtájából - kizárólagos küldetése levadászni a Sinmát.

## Szereplők

### Miju (美夕;Hepburn:Miyu?)
OVA: Szinkronhangja: Vatanabe Naoko (japán), Pamela Wiedner (angol)  (japán)
anime: Szinkronhangja: Nagaszava Miki (japán), Kimberly J. Brown (ep 1–7), Dorothy Elias-Fahn (ep 8–26) (angol)  (japán)
Egy 13-14 évesnek tűnő kislány, de valójában sokkal öregebb mivel vámpír. Az OVA-ban egy halandó férfi és egy vámpír nő gyermeke a második világháború utáni Japánban. A tv-sorozatban Miju anyja a halandó, míg apja egy shima Őrző a második világháborút megelőző Japán Birodalomban. Mindkét esetben Miju Őrzővé (Guardian) válik, miután elveszíti szüleit.
Az OVA Mijuja gyerekesebb és játékosabb, mint a sorozat visszahúzódó és zárkózott főhősnője.
Miju, habár vámpír, nem bántja a napfény, a szentelvíz, vagy a feszület és látszik a tükrökben. Vért kell innia a túléléshez, de körültekintően választja meg az "áldozatait". Szépséges embereket keres, akik valamilyen tragédia eseményeinek hatására szenvednek és maguk vágyják a halálukat. Miju felajánlja nekik, hogy teljesíti a legnagyobb kívánságukat (például újra egyesülhetnek elvesztett kedvesükkel, akivel már csak álmaikban találkozhatnak) a vérükért cserébe. Áldozatai nem halnak meg, hanem "örök álmot" alszanak.
A tv-sorozatban, mikor a vámpírlány halandóként "álcázva" jár kel a világban a neve Jamano Miju (山野美夕; Hepburn: Yamano Miyu).

### Larva (ラヴァ;Hepburn:Rava?)
OVA: Szinkronhangja: Siozava Tosikazu (japán), Zach Hanner (angol)  (japán)
anime: Szinkronhangja: Miki Sin'icsiró (japán), Ryan Alosio (angol)  (japán)
Egy Sinma a nyugati világból. Az OVA Larvaja azért érkezik, hogy megelőzze a Mijuban lappangó vámpír ébredését, és megölje, de elbukik mikor iszik a véréből. Kudarca után Larva örökre maszkkal takarja el az arcát és nem beszél többé.
A tv-sorozatban Larva azután ismeri meg Mijut, hogy a lány őrzővé vált, aki azután iszik a véréből, hogy Larva megtámadja őt. A Sinma elbukik és az OVA-hoz hasonlóan maszkot öltve elkötelezi magát Miju oldalán, de nem tesz hallgatási fogadalmat és a történet során időnként eltávolítja az álarcát.
Kettejük viszonya nem egyszerű úrnő-szolga kapcsolat, Larva önfeláldozó barátsággal nyújt szellemi vagy fizikai segítséget Mijunak ha kell. Támadásaihoz éles karmait használja, a tv-sorozatban egy kaszát is visel.

## Az OVA részei
|  | Alább a cselekmény részletei következnek! |

| # | Epizód címe                                                                    | Első japán sugárzás |
| --- | ------------------------------------------------------------------------------ | ------------------- |
| 1 | Unearthly Kyoto Ajakasi no Mijako (妖の都; Hepburn: Ayakashi no Miyako)        | 1988. Július 21.    |
| Míg egy vámpírszerű sorozatgyilkos aki öt nőt gyilkol meg Kiotóban uralja az újságok címlapsztorijait, Sze Himiko, egy médium meglátogatja Japán régi fővárosát, egy lány - Nezava Aiko - szüleinek meghívására, aki állításuk szerint 60 napja alszik. Himiko észreveszi, hogy fokhagyma lóg a Nezava ház kapuja felett. A lányt megvizsgálva érzi, hogy valami megszállta Aikót, de nem tud rajta segíteni. Míg a szüleivel beszél, Himiko kitalálja, hogy Aiko anyja látott valami fehér köpenyes dolgot settenkedni a ház körül. Mikor végül elhagyja a Nezava házat találkozik Mijahitoval, akinek barátnője Rjóko volt az első áldozata a vámpírszerű gyilkosságoknak. Ő is látta a fehér köpenyest belépni Nezavához és eltökélte: megöli, hogy megálljt parancsoljon a tetteinek. Himiko kételkedik Rjóko képességeiben. Nemsoká meglátogatja azt a szentélyt, ahol Rjókóékat támadás érte. A fények hirtelen kialszanak és köd gomolyog elő. Megjelenik egy fehér köpenybe bújtatott jelenés és megtámadja Himikót, ám egy fekete köntöst viselő maszkos alak ölt testet a sötétből és elűzi a másikat. A torii – a szentély kapuja - felett egy rövid kimonós lány áll. Figyelmezteti Himikót, hogy ne kutakodjon a vámpírok után se most, se a jövőben, majd eltűnik. Másnap Himiko vásárol egy keresztet, de hamar rájön, hogy Mijura nem hat a feszület. Himiko megismerkedik Mijuval, a különös vámpírral és néma maszkos társával Larvával. Megtudjuk, hogy mik a Sinmák és hogy elveszítik az erejüket, ha a valódi nevük kitudódik, csakúgy mint a tényt: ha egy embert megszállnak az elveszíti a lelkét, ami ellen egyetlen gyógymód van... |                                                                                |                     |
| 2 | A Banquet of Marionettes Ajacuri no Utage (繰の宴; Hepburn: Ayatsuri no Utage) | 1988. Október 21.   |
| Kiotó egy boltjának tükröződő ablakban áll egy Kyo-baba (Kyo-doll; olyan baba, amit Kiotóban készítettek). Egy fiú és egy lány sétálnak el előtte. Fiú: "Nem gondolod, hogy a Kyo-doll ijesztő?" Lány: "Miért?" Fiú: "Hát, hallottam olyan történeteket, hogy a baba haja nő..." Lány: "Ugyan már..." Juzuki Kei, egy fiatal és jóképű srác, az iskola össze lányának álma, beleszeret Rankába, a Sinma lányba, aki örök életet ígér neki. Miju megkísérli lebeszélni a könyvtárban, de hiába. Himiko ez alkalommal szenteltvízzel kísérletezik - továbbra is sikertelenül. Miju összecsap Rankával: mint vadász győz, de mint nő - veszít. |                                                                                |                     |
| 3 | Fragile Armor Moroki Joroi (脆き鎧; Hepburn: Moroki Yoroi)                     | 1988. December 21.  |
| Miju Himiko segítségét kéri aki végül rááll, hogy karöltve győzzenek le egy páncélba bújt szörnyet. Cserébe a vámpír elmondja miként találkozott csendes társával, Larvával. Később mikor a páncél eredetét vizsgálja, Himiko tudomást szerez egy házaspár tragikus sorsáról. Felbukkan egy jóképű, de mégis ijesztő fiatalember. A spiritisztának meg kell fejtenie, hogyan kapcsolódnak egymáshoz a látszólag különböző események. |                                                                                |                     |
| 4 | Frozen Time Kogoeru Toki (凍る刻; Hepburn: Kogoeru Toki)                       | 1989. Április 1.    |
| Himiko Kamakurába, gyermekkori otthonába utazik. Az udvarház nyomasztó légkörében álmot lát saját gyermeki önmagáról. Az épületnek azonban már új bérlője van, aki nem más, mint Miju. A vámpírhercegnő felfedi valódi természetét, és Himiko végül ráébred mi a titok ami Mijuval összeköti. |                                                                                |                     |

|  | Itt a vége a cselekmény részletezésének! |

## A tv-sorozat epizódjai
(a TOKYOPOP -ból)
1. The Fang Knows
2. At The Next Station
3. The Forest Calls
4. Reiha Has Come
5. Sepia Colored Portrait
6. The Ghost of Miyu
7. Fate
8. The Red Shoes
9. Your House
10. Swamp Of Promises
11. Supple Face
12. Garden of Crying Reeds
13. Light of the Sea (Part 1)
14. Light of the Sea (Part 2)
15. Dream of the Mermaid
16. Woman Priest
17. The Moray Boat
18. City of Illusion
19. Love of the Dolls
20. Butterfly Enchantment
21. Flag of Shinma
22. Once Upon A Time
23. Confrontation
24. The Boy who Returned
25. The Last Shinma
26. Eternal Sleep

## Hangok (OVA)
- Miyu: Naoko Watanabe (Japán), Pamela Wiedner (Angol)
- Himiko Se: Mami Koyama (Japán), Stephanie Griffin (Angol)
- Larva (Ep. 3): Kaneto Shiozawa (Japán), Zach Hamner (Angol)
- Ranka (Ep. 2): Mayumi Shou (Japán), Belinda Bizic (Angol)
- Lemures (Ep. 3): Yuji Mitsuya (Japán), Chad Carlberg (Angol)

## Hangok (tv-sorozat)
- Miyu Yamano: Miki Nagasawa (Japán), Kimberly J. Brown (1-22), Dorothy Melendrez/Dorothy Elias-Fahn (22-26, Angol)
- Larva: Shinichiro Miki (Japán), Ryan Alosio (Angol)
- Shiina: Mika Kanai (Japán), Franesca Catalano (Angol)
- Reiha: Megumi Ogata (Japán), Wendee Lee (Angol)
- Matsukaze: Megumi Ogata (Japán), Mona Marshall (Angol)
- Chisato Inoue: Mayuko Shirakura (Japán), Anjuli Cain (Angol)
- Hisae Aoki: Kokoro Shindou (Japán), Emanuella Chiriqui (Angol)
- Yukari Kashima: Chiharu Tezuka (Japán), Stephanie Griffin (Angol)
- Yui-Li: Akemi Okamura (Japán), Zilah Hill Mendoza (Angol)
- Maiko Yanagihara: Julia Fletcher (Angol)
- Narrator: Kyoko Kishida (Japán), Julia Fletcher (Angol)